# Mollugo pentaphylla
Mollugo pentaphylla är en kransörtsväxtart som beskrevs av Carl von Linné. Mollugo pentaphylla ingår i släktet kransörter, och familjen kransörtsväxter. Inga underarter finns listade i Catalogue of Life.

## Bildgalleri

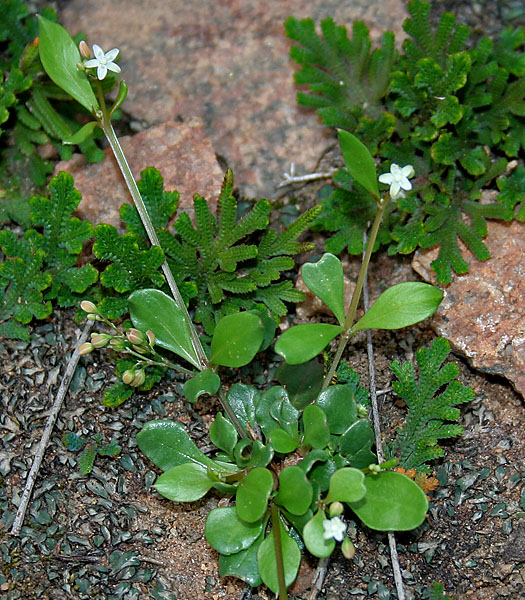
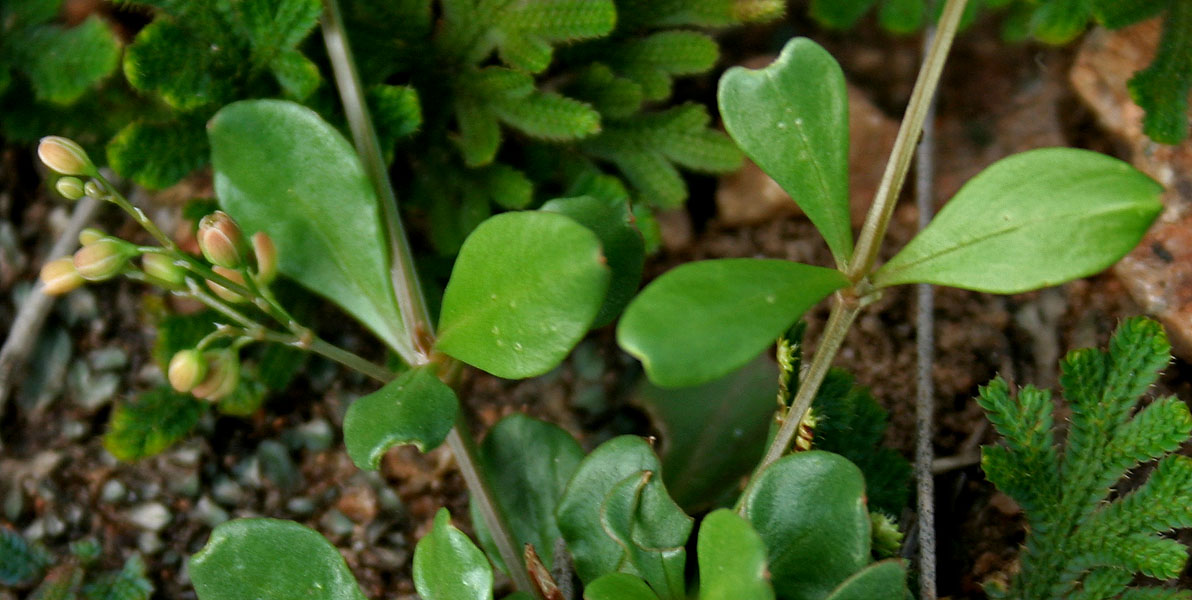
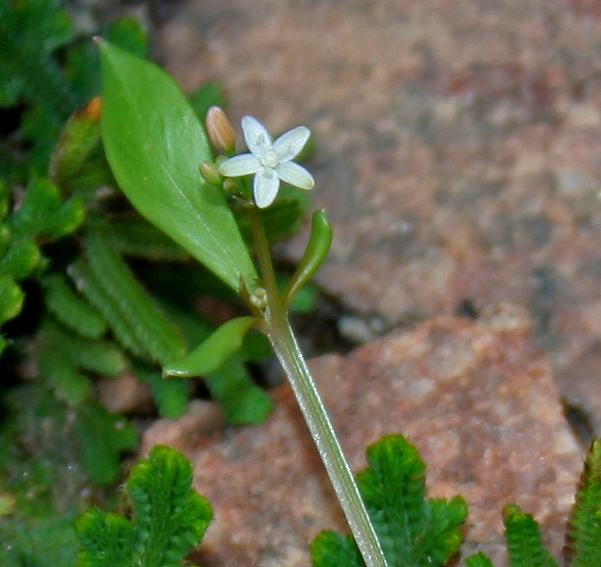
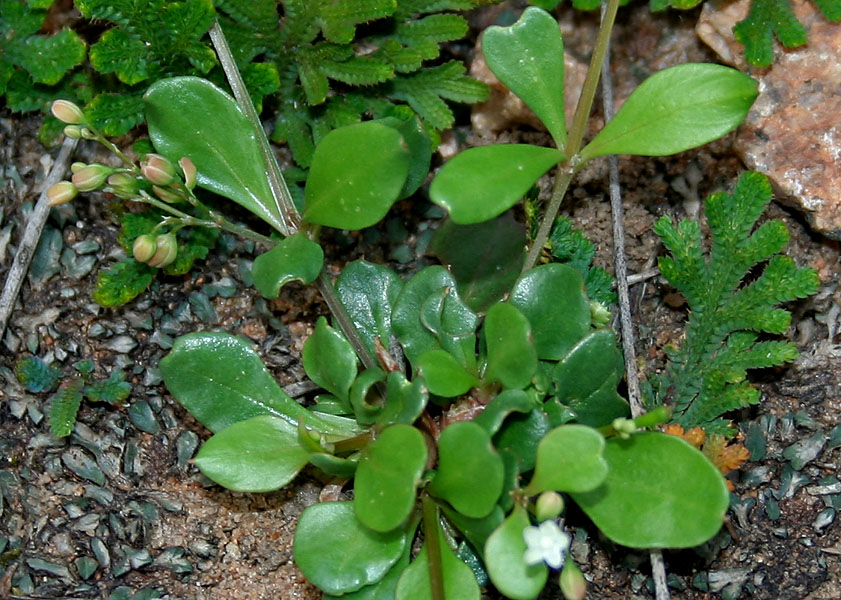